# Čao C’-jang
Čao C’-jang (čínsky pchin-jinem Zhào Zǐyáng, znaky 赵紫阳; 17. října 1919 – 17. ledna 2005) byl čínský politik, předseda vlády Čínské lidové republiky (1980–1987) a generální tajemník Komunistické strany Číny (1987–1989). Závěr svého života strávil v domácím vězení.
Ačkoli se narodil do bohaté rodiny (jeho otec byl statkář), odmalička sympatizoval s komunistickým hnutím, ve kterém se od začátku 30. let aktivně angažoval. Ve válce s Japonskem pracoval v podzemním komunistickém hnutí. Díky své inteligenci i vůdčím schopnostem rostl jeho vliv ve straně. V šedesátých letech byl již stranickým tajemníkem v provincii Kuang-tung. Podařilo se mu tuto oblast částečně reformovat. Koncem šedesátých let ovšem padl v nemilost, neboť právě odstartovala tzv. kulturní revoluce, která měla reformní pokusy otupit.
Rehabilitace se dočkal v polovině 70. let. Byl mu svěřen úkol v provincii Sečuan. Jeho ekonomické reformy pozvedly tuto obrovskou provincii a katapultovaly jej do pozice místního prvního tajemníka strany. V roce 1977 se již stal členem politbyra. Koncem 70. let dokonce zastupoval premiéra a v roce 1980 se stal předsedou čínské vlády. Absolutního vrcholu dosáhl v roce 1987, kdy se stal generálním tajemníkem Komunistické strany Číny.
Usiloval o otevřenější politiku navenek a tržní reformy dovnitř, což mu postavilo do cesty mnoho protivníků, včetně mocného Teng Siao-pchinga, který se sice velmi zasloužil o modernizaci čínské ekonomiky a normalizaci vztahů s USA, ale o politických reformách nechtěl ani slyšet. Rozhodující událostí, která měla odpovědět na otázku dalšího vývoje, bylo vyvrcholení studentských nepokojů v létě roku 1989.
Čao se snažil aktivitu studentů klidnit, neboť se obával reakce starých komunistů, kteří nereflektovali na reformy ekonomické, natož pak politické. Studenti, ovlivněni „gorbymánií“ (západním nadšením pro Gorbačovovy reformy v SSSR), Čaovy výzvy neuposlechli. Krátce na to byl Čao odvolán. Nahradil jej politicky nesmlouvavý starosta Šanghaje Ťiang Ce-min. Začátkem června 1989 zasáhly proti demonstrujícím studentům na náměstí Tchien-an-men tanky. Při střetech zahynulo několik set studentů. Politické reformy v Číně neproběhly a tento stav doposud trvá.
Čao C’-jang byl od doby odvolání držen v domácím vězení, kde 17. ledna 2005 zemřel. Snad svým osudem trochu připomíná někdejšího hrdinu maďarského povstání z roku 1956 Imre Nagye. Byl členem komunistické strany (a nikoli bezvýznamným) v době Maovy krutovlády, ale v rozhodující chvíli svého života – v roce 1989 – prokázal osobní statečnost při jednání se studenty, kdy se jim dokonce za pomalé tempo reforem omluvil. Pro čínskou vládu nastal jeho smrtí problém, neboť se stal symbolem naděje. Když takto v roce 1989 zemřel stoupenec politických reforem a někdejší generální tajemník strany Chu Jao-pang, začaly Studentské protesty na náměstí Nebeského klidu.